# Гуадалупе (муниципалитет Чиуауа)
Гуадалупе (исп. Guadalupe) — муниципалитет в Мексике, штат Чиуауа с административным центром в одноимённом городе. Численность населения, по данным переписи 2010 года, составила 6458 человек.

## Общие сведения
Название Guadalupe дано в честь образа Богородицы — Девы Марии Гваделупской.
Площадь муниципалитета равна 5995 км², что составляет 2,42 % от общей площади штата, а наивысшая точка — 1680 метров, расположена в поселении Эль-Профундо.
Он граничит с другими муниципалитетами штата Чиуауа: на юге с Охинагой и Кояме-дель-Сотолем, на западе с Аумадой и Хуаресом, на севере с Прахедис-Герреро, а также на севере и востоке проходит государственная граница с Соединёнными Штатами Америки.

## Учреждение и состав
Муниципалитет был образован в 1859 году, в его состав входит 101 населённый пункт, самые крупные из которых:
| Код INEGI | Населённый пункт                                                                                | Численность населения (2005 год) | Численность населения (2010 год) |
| --------- | ----------------------------------------------------------------------------------------------- | -------------------------------- | -------------------------------- |
| 028       | Всего                                                                                           | 9148                             | 6458                             |
| 0001      | Гуадалупе (исп. Guadalupe) 31°23′23″ с. ш. 106°06′05″ з. д.                                     | 4647                             | 3022                             |
| 0016      | Доктор-Порфирио-Парра (исп. Doctor Porfirio Parra (La Caseta)) 31°25′32″ с. ш. 106°08′28″ з. д. | 1294                             | 956                              |
| 0020      | Хуарес-и-Реформа (исп. Juárez y Reforma) 31°26′24″ с. ш. 106°10′14″ з. д.                       | 1053                             | 788                              |
| 0221      | Барреалес (исп. Barreales) 31°23′53″ с. ш. 106°08′21″ з. д.                                     | 916                              | 540                              |
| 0030      | Ринконада-дель-Мимбре (исп. Rinconada del Mimbre) 31°20′51″ с. ш. 106°03′08″ з. д.              | 517                              | 539                              |

## Экономика
По статистическим данным 2000 года, работоспособное население занято по секторам экономики в следующих пропорциях: сельское хозяйство, скотоводство и рыбная ловля — 18,7 %, промышленность и строительство — 50,7 %, сфера обслуживания и туризма — 29,1 %, прочее — 1,5 %.

## Инфраструктура
По статистическим данным 2010 года, инфраструктура развита следующим образом:
- электрификация: 97,9 %;
- водоснабжение: 98,2 %;
- водоотведение: 83,6 %.